# Центральний вокзал Мічигану
Центральний вокзал Мічигану (англ. Michigan Central Station) (також відомий як Центральне депо Мічигану або MCS) — історичний, колишній головний міжміський пасажирський залізничний вокзал у Детройті, штат Мічиган. Побудований для Мічиганської Центральної Залізниці, замінив оригінальне депо в центрі Детройта, яке було закрито після великої пожежі 26 грудня 1913 року, що призвело до початку експлуатації ще недобудованої станції. Офіційно відкрито 4 січня 1914 року, станція залишалася відкритою для роботи до припинення обслуговування Amtrak 6 січня 1988 року. Будівля станції складається з залізничного депо та офісної вежі з тринадцятьма поверхами, двома мезонінами та висотою даху 70 м. Архітектура в стилі Боз-ар була розроблена архітекторами, які раніше працювали разом над Центральним терміналом у Нью-Йорку, це був найвищий залізничний вокзал у світі на момент його будівництва.
Будівля розташована приблизно в районі Корктаун у Детройті біля Амбасадорського мосту 1,2 км на південний захід від центру Детройта. Розташований за парком Рузвельта, а склад Рузвельта примикає зі сходу, тунелем з’єднаним з MCS. Міський парк Рузвельта служить парадним входом до вокзалу. Його було додано до Національного реєстру історичних місць у 1975 році.

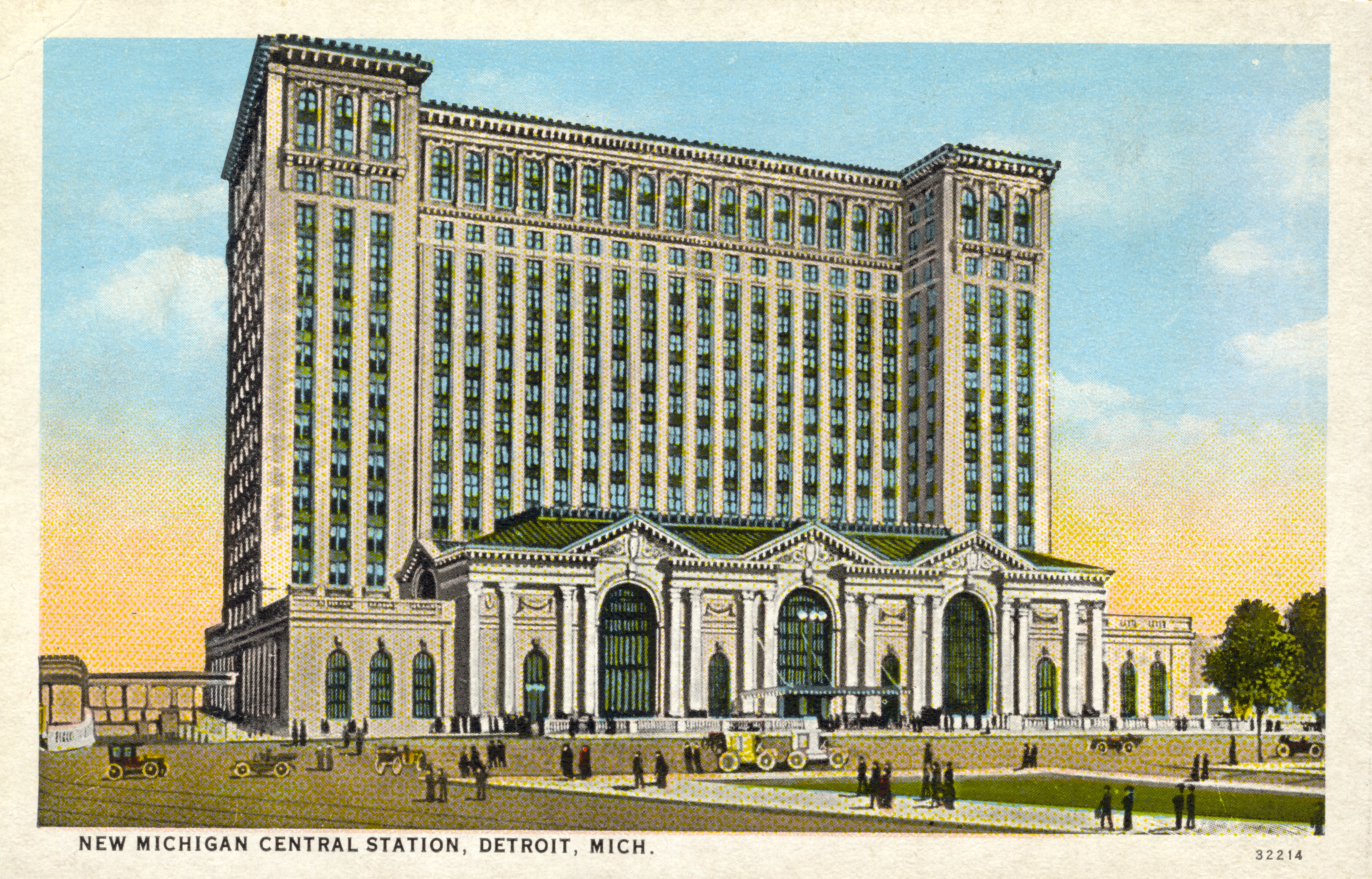
Листівка Центрального вокзалу Мічигану (прибл. 1914)

З 2011 року виконано демонтажні роботи, дрібний конструктивний ремонт, ремонт конструкції даху, перекриття скляних прорізів даху в холі. Підвал, який колись був повний води, повністю осушений. Щоб захистити від вандалів, було встановлено огорожу з колючого дроту, а у вежі замінено вікна. Проєкти та плани реставрації зайшли аж до переговорного процесу, але жоден з них не був реалізований до травня 2018 року, коли компанія Ford Motor Company придбала будівлю для перепланування в об’єкт змішаного використання та наріжний камінь нового кампусу компанії в Корктауні. У період з 2018 по 2021 роки було проведено зовнішній ремонт будівлі та замінено електричну та механічну системи. У серпні 2021 року ремонт увійшов у третій, завершальний етап, акцентуючи на інтер’єрі.
Зображення будівлі до покупки Ford залишаються головним прикладом фотографії руїн. Будівлю також було показано в кількох телевізійних програмах, фільмах і музичних відео.

## Історія
Будівля почала працювати як головне пасажирське депо Детройта в 1913 році після того, як 26 грудня 1913 року згорів старий центральний вокзал Мічигану. Він належав і управлявся Центральним вокзал Мічигану і був запланований як частина великого проєкту, який включав Мічиганський центральний залізничний тунель нижче річки Детройт для вантажів і пасажирів. Стара станція була розташована на під’їзді, що було незручно через велику кількість пасажирів, які вона обслуговувала. Нова Michigan Central розмістила пасажирські перевезення на головній лінії.